# ریوکی کوزاوا
ریوکی کوزاوا (انگلیسی: Ryuki Kozawa؛ زادهٔ ۶ فوریهٔ ۱۹۸۸) بازیکن فوتبال اهل ژاپن است.
از باشگاه‌هایی که در آن بازی کرده‌است می‌توان به باشگاه فوتبال توکیو اشاره کرد.